# قروب جي 103 توين أستر
قروب جي 103 توين أستر (بالإنجليزية: Grob G 103 Twin Astir)‏ هي طائرة شراعية ذات مقعدين طورت في ألمانيا في السبعينيات كنظير للطائرة قروب جي 102 أستر التي كانت في مرحلة الإنتاج في ذلك الوقت.
تصنيع الطائرة كان مشابهه لحد ما تصنيع سابقتها ولكن للحفاظ علي توازن التصميم تم إضافة ميل قليل علي الأجنحة للأمام. في حين أن معظم الطائرات ذات المقعدين المشتقه عن مثيلاتها ذات المقعد الواحد بها عجل ثابت وذلك بسبب القيود الذي أضافها المقعد الثاني علي الطائرة، إلا أن قروب إيروسبيس صممت نظام جديد لاسترجاع العجلات لبدن الطائرة. ذلك التصميم جعل العجلة الفردية للدوران بزاوية مقدارها 90 درحة علي جانبها لتكون في وضع أفقي، ثم تسترجع لبدن الطائرة علي هذا الوضع. ذلك التصميم كان فقط في الطائرات المنتجة الأولي والإنتاج الأساسي من الطائرة كان يحتوي على العجلات الثابتة.
استمر الإنتاج حتي عام 1980، عند استبدال الإنتاج بالطائرة توين الثانية.

## المواصفات

### الصفات العامة
- طاقم: واحد
- السعة: راكب واحد
- الطول: 8.1 متر (26 قدم، و7 بوصات)
- باع الجناح: 17.5 متر (57 قدم، و5 بوصات)
- الارتفاع: 1.60 متر (5 قدم، و3 بوصات)
- مساحة الأجنحة: 17.9 متر² (193 قدم²)
- الوزن فارغة: 380 كجم (835 باوند)
- الوزن الكلي: 580 كجم (1,340 باوند)

### الأداء
- السرعة القصوى: 250 كم/ساعة (160 ميل/ساعة)
- معدل الطيران الشراعي القصوي: 38
- معدل الغرق: 0.6 متر/ثانية (120 قدم/دقيقية)